# Beauden John Barrett
Beauden John Barrett (* 27. května 1991 New Plymouth, Nový Zéland) je novozélandský hráč Rugby Union a Super Rugby. Hraje na pozicích útokové spojky a zadáka. V roce 2025 bude hrát za Auckland Blues.
Zatím jako jediný hráč historie položil pětku ve dvou finále MS. Také se stal se svými bratry Scottem a Jordiem prvním bratrskou trojicí, co si zahrála finále světového šampionátu (2023). V roce 2016 si připsal nejvíce bodů (81) v Rugby Championship. Tuto soutěž vyhrál s Novým Zélandem od roku 2012 desetkrát. (2012–2014, 2016–2018, 2020–2023). V roce 2013 položil pětku, kterou World Rugby vybrala jako nejlepší pětku roku.
V roce 2016 si připsal nejvíce bodů (223) v Super Rugby za klub Hurricanes, byl zvolen nejlepším hráčem té soutěže a vyhrál s ním titul.

## Největší sportovní úspěchy
- mistr světa do dvaceti let v roce 2011[5]
- Mistr světa v ragby v roce 2015
- Nejlepší hráč světa v ragby za rok 2016 a 2017[6]
- nominován na nejlepšího ragbistu světa v roce 2018[7]
- 3. místo na Mistrovství světa v ragby 2019
- 2. místo na Mistrovství světa v ragby 2023

## Další informace
Jeho manželka je Hannah Laityová a má s ní dvě dcery. Má sedm sourozenců a jako dítě žil rok v Irsku.

## Galerie

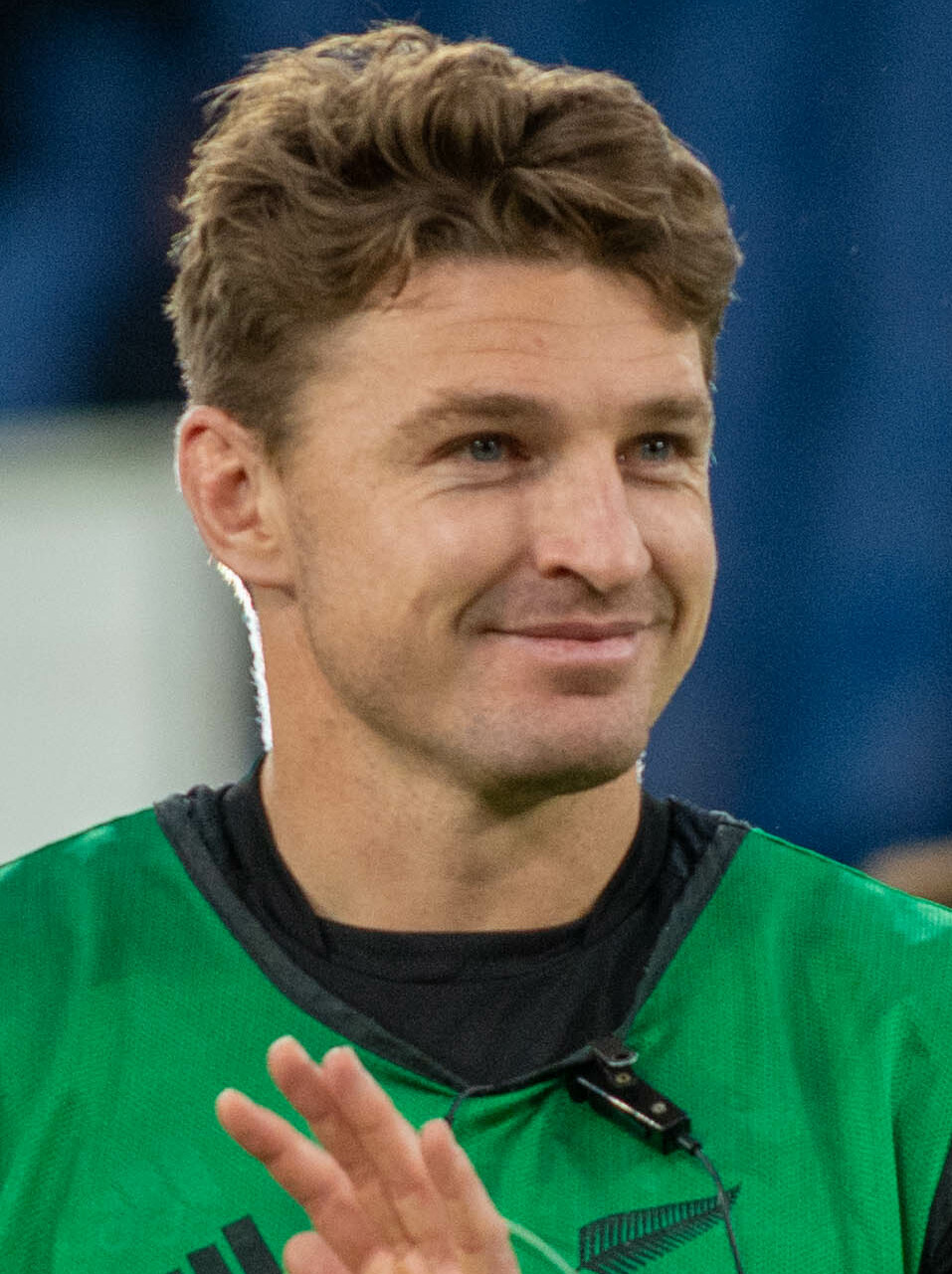
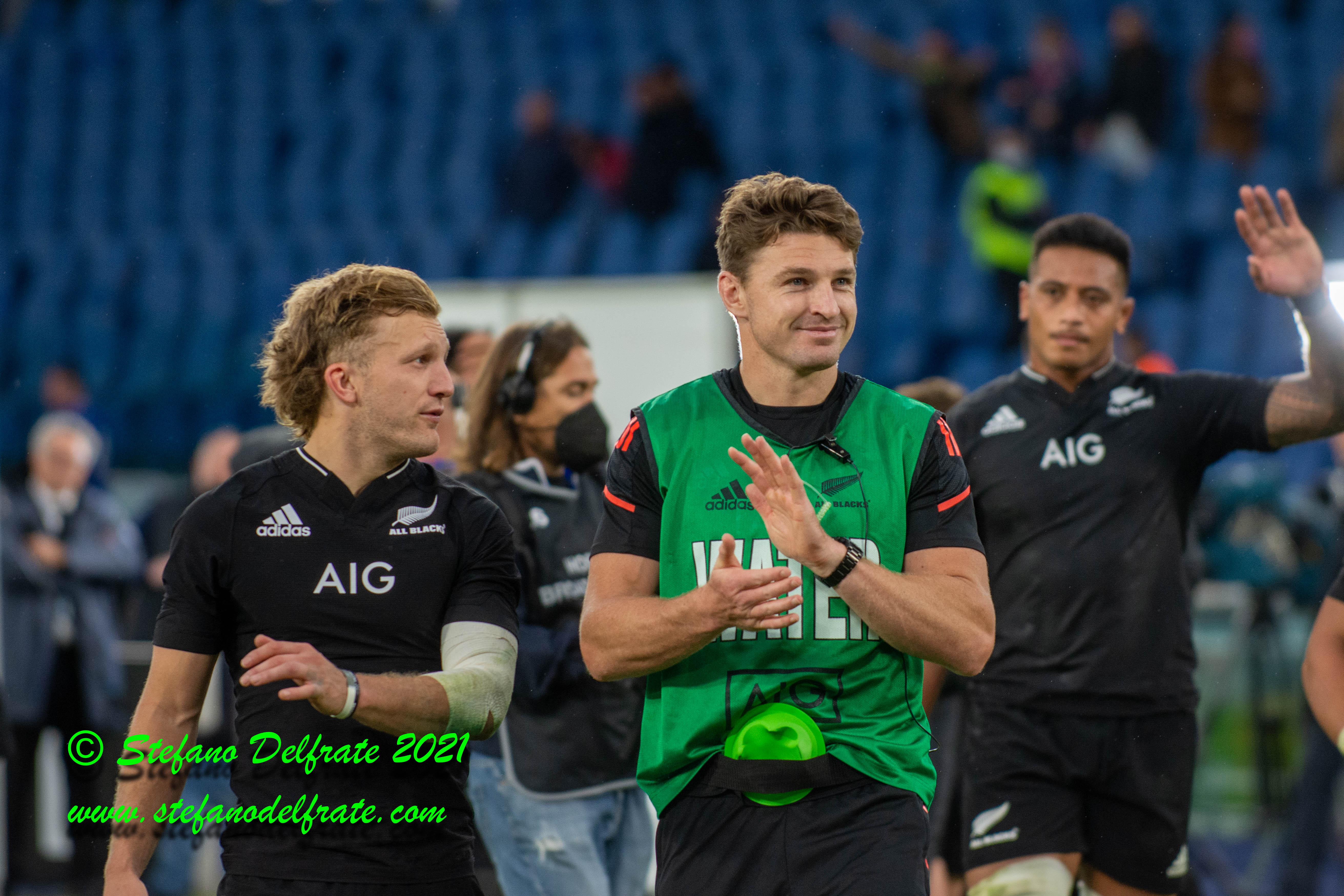
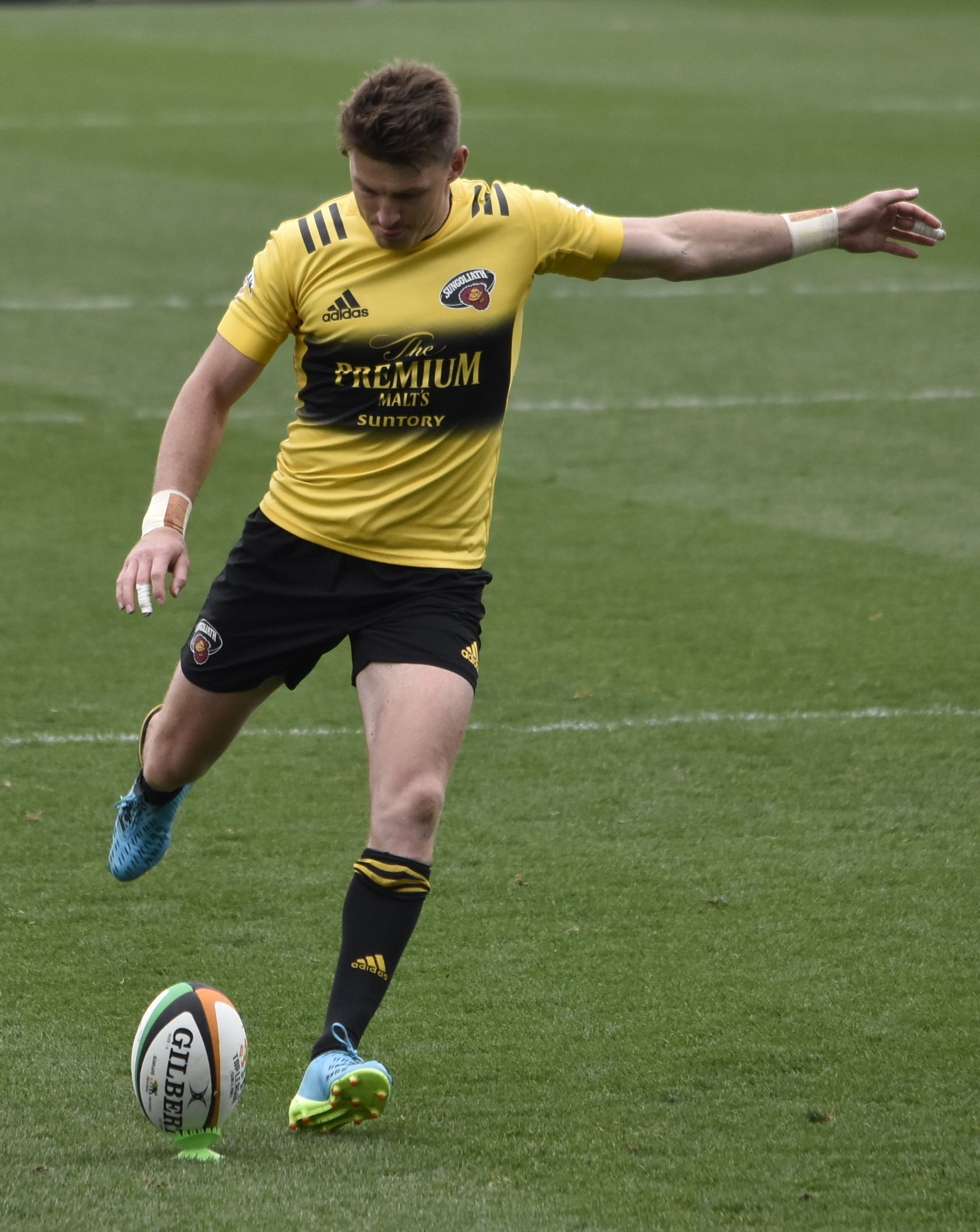
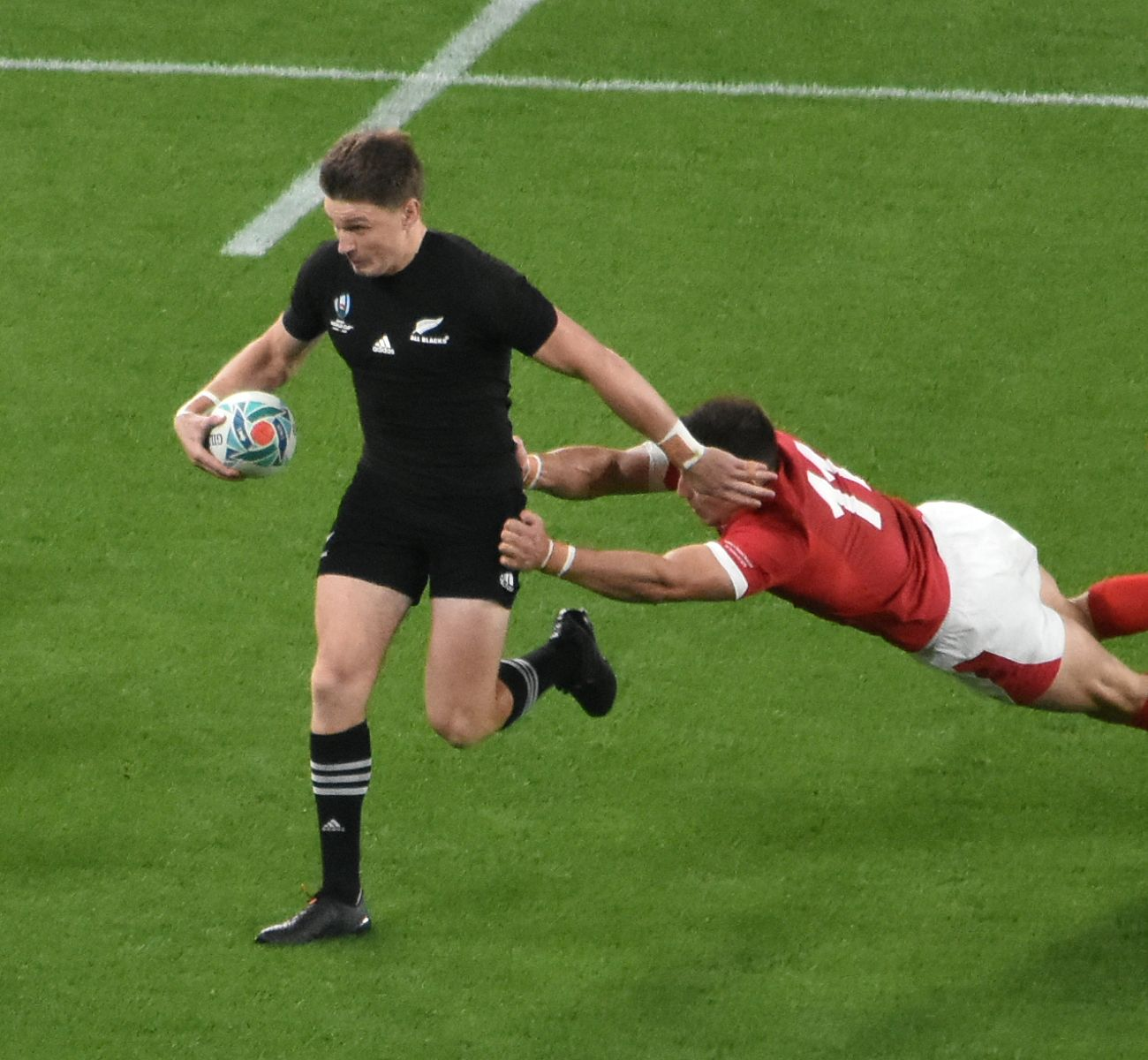